# Lotus 49
La Lotus 49 è una monoposto ideata da Colin Chapman e Maurice Philippe per poter gareggiare nel campionato mondiale di Formula Uno del 1967. È stata progettata per alloggiare il motore Ford Cosworth DFV, lo stesso che avrebbe equipaggiato poi moltissime altre monoposto nel corso degli anni settanta ed è inoltre la prima monoposto in cui il propulsore funge anche da elemento strutturale.
Jim Clark l'ha portata alla vittoria nella prima gara della stagione 1967 e con la stessa Lotus 49 ottenne anche l'ultima vittoria della sua carriera nella stagione 1968. Graham Hill andò poi a vincere il titolo piloti di quell'anno e la 49 (nell'ultima versione, la 49C) continuò a gareggiare fino al 1970.

## Livrea

### Team Lotus
Alla sua presentazione, la Lotus 49 esibiva la livrea classica della Lotus, cioè il verde inglese predominante con una striscia gialla centrale che nell'anteriore andava a circondare la presa d'aria. Nei 16 mesi successivi la vettura si coprì di sponsor e di strisce nelle quali erano scritti i nomi dei piloti, mantenendo comunque lo schema base.
Tuttavia per le gare delle stagioni 1967 e 1968 della Formula Tasman — in seguito a un accordo di sponsorizzazione firmato da Colin Chapman — le Lotus 49 correvano con una livrea ispirata ai colori dello sponsor Gold Leaf. In particolare la livrea presentava superiormente una fascia rossa, inferiormente una fascia crema e tra le due una sottile striscia oro che si allargava anteriormente su tutto il muso e le ali. Qualora presente, anche l'alettone posteriore era dipinto di rosso. Questa livrea fu introdotta anche nel campionato mondiale di Formula 1 1968 a partire dal Gran Premio di Spagna, rendendo il Team Lotus la prima scuderia ufficiale a utilizzare per le proprie vetture le livree degli sponsor in Formula 1.

### Rob Walker Racing Team
Le Lotus 49 appartenenti al Rob Walker Racing Team gareggiavano con una livrea totalmente blu Scozia con una striscia bianca trasversale sul muso. I colori erano ispirati a quelli di Johnnie Walker.

### Pete Lovely
La Lotus 49 del pilota statunitense Pete Lovely gareggiava con una livrea che presentava i colori nazionali statunitensi, ossia il bianco predominante con una striscia blu centrale che nell'anteriore andava a circondare la presa d'aria. Qualora presente, anche l'alettone posteriore era dipinto di blu.

## Caratteristiche

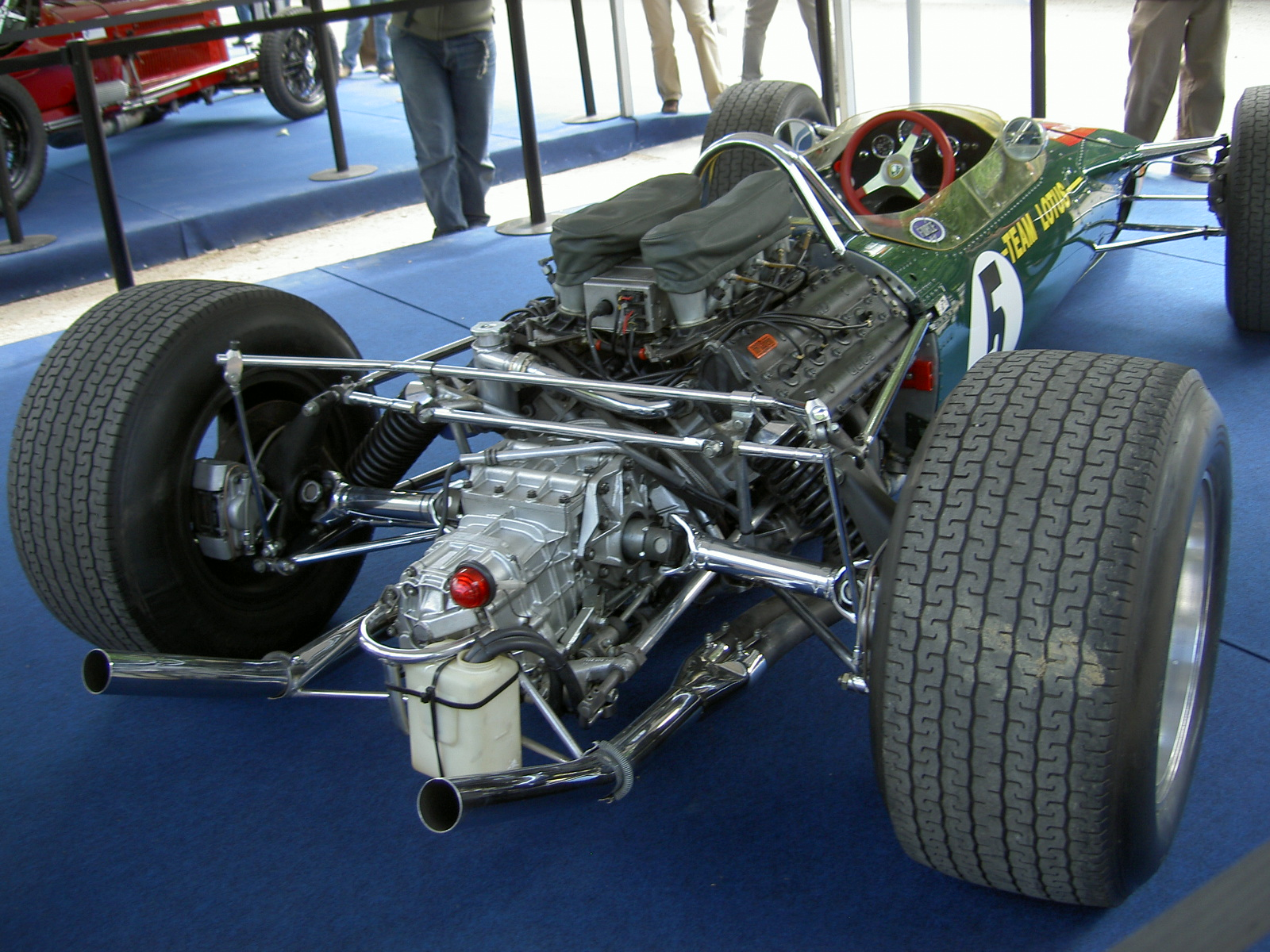
Il motore Cosworth installato in un prototipo del 1968.

Dopo un primo anno di difficoltà per il Team Lotus per via della regola dei 3000 cm³, Colin Chapman si mise a studiare un nuovo design che risultò semplice, ma allo stesso tempo di una spanna sopra la concorrenza: prendendo l'ispirazione dalla Lotus 43 e dalla Lotus 38 Indycar, la 49 fu la prima vettura di Formula1 a essere spinta dal celebre motore Ford Cosworth DFV, dopo che Chapman chiese a Ford di costruire una piattaforma per F1.
La Lotus 49 presentava infatti un design riuscito ed avanzato nella Formula 1, principalmente grazie alla particolare configurazione del motore e del telaio. Il motore appositamente progettato diventa membro strutturale capace di sostenere il resto della scocca (soluzione tentata anche col motore H16 nella Lotus 43 e nella BRM P83), da un lato e le sospensioni e il cambio dall'altro. Da allora praticamente tutte le auto di Formula 1 sono state costruite seguendo questo principio. Il merito di questa innovazione tecnica è universalmente attribuito a Colin Chapman, ma nel 2015, nel corso di un seminario tenuto presso il Tecnopolo di Modena, l'ingegner Gian Paolo Dallara ha rivelato che fu in realtà la Ferrari F1 del 1964 a introdurre per prima la soluzione del motore centrale posteriore portante, ma per ovvie ragioni di competitività venne mantenuta segreta.
La Lotus 49 è stata una sorta di banco di prova per le novità successivamente introdotte nel mondo delle auto da corsa. Ad esempio la Lotus è stata il primo team ad utilizzare alettoni dal profilo alare, che si notavano già da metà della stagione 1968. Originariamente queste ali erano fissate direttamente alle sospensioni e da lì estendevano in larghezza e altezza per essere aerodinamicamente efficaci. Tuttavia, dopo alcune rotture che causarono incidenti quasi fatali, le grandi ali furono vietate e il Team Lotus costretto ad ancorare gli alettoni direttamente al telaio delle auto.

## Storia
Nel testare la Lotus 49 Graham Hill dichiarò che rispondeva bene ed era facile da guidare, ma che trovava difficili da gestire gli improvvisi scatti di potenza del V8 Ford. Nonostante ciò Jim Clark riuscì a vincere la prima gara del campionato a Zandvoort per il Gran Premio d'Olanda e altre tre gare con facilità, ma presto l'inaffidabilità del propulsore DFV spense le sue speranze di vittoria del titolo 1967. Graham Hill ebbe problemi alla sua prima gara e Clark venne tradito dalle candele d'accensione a Spa-Francorchamps al Gran Premio del Belgio. I due sfortunati piloti dovettero sperimentare ancora dei guasti al Gran Premio di Francia a Le Mans, nel Bugatti Circuit perdendo la sfida con Jack Brabham. Ancora Clark esaurì il carburante a Monza nel Gran Premio d'Italia. Ciononostante appariva chiaro ed evidente a tutti che la nuova macchina della Lotus poteva essere molto competitiva e le prime prove positive arrivarono non appena la Cosworth apportò delle migliorie al propulsore. Jim Clark vinse infatti la prima gara della stagione 1968 in Sudafrica e le Tasman Series in Australia, ma perse tragicamente la vita poco tempo dopo ad Hockenheim in una gara di Formula 2. Graham Hill lo sostituì come team leader e vinse il suo secondo titolo, dopo essersi assicurato altre tre vittorie, inclusa la sua quarta vittoria in carriera a Monaco.
Proprio al Gran Premio di Monaco 1968 debuttò una versione aggiornata, denominata Lotus 49B e caratterizzata da un passo allungato, sospensioni aggiornate e un nuovo cambio Hewland al posto dello ZF.
Questa vettura avrebbe dovuto essere sostituita dalla Lotus 63 nel corso del 1969, ma dacché quest'ultima si rivelò malriuscita e inaffidabile, la Lotus 49B continuò a gareggiare al suo posto. Per il 1970, anche in vista del nuovo regolamento che imponeva cerchi anteriori ridotti a 13", fu realizzata un'ulteriore evoluzione identificata come Lotus 49C che disputò parte della stagione in attesa dalla nuova Lotus 72. Jochen Rindt si laureò campione del mondo alternandosi tra le due monoposto e conquistando l'ultima vittoria della 49 al Gran Premio di Monaco 1970.
In totale la Lotus 49 ottenne 12 vittorie, i campionati del mondo piloti e costruttori del 1968 e contribuì a conquistare i titoli del 1970 assieme alla Lotus 72.

## La Lotus 49 nei Media
- In ambito videoludico, la 49 compare nei simulatori di guida Grand Prix Legends, TOCA Race Driver 3, iRacing, Project CARS, Assetto Corsa, Forza Motorsport 5, 6 e 7.